# Umedalens sjukhus

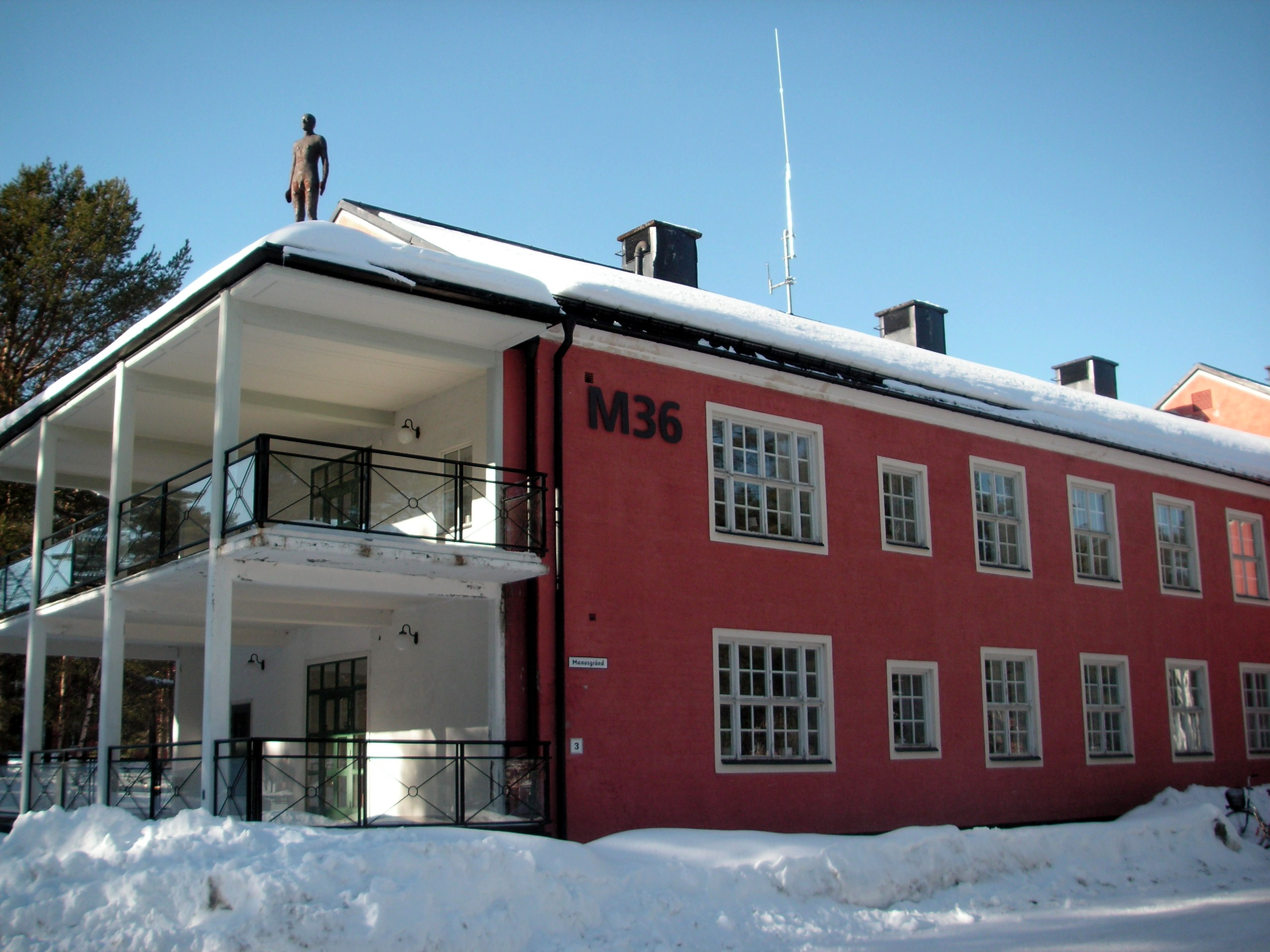
Byggnad som brukade inhysa män.

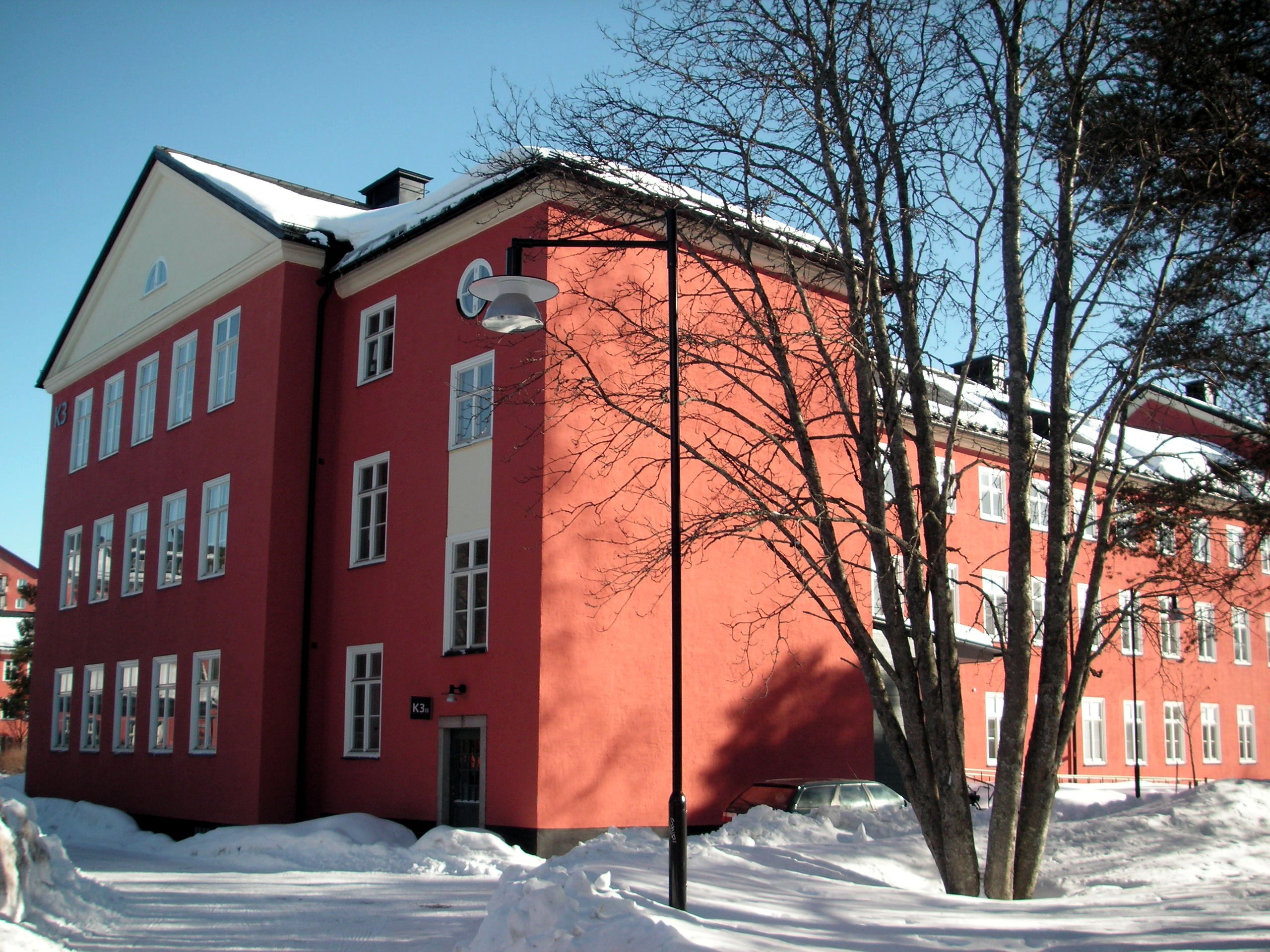
Byggnad som brukade inhysa kvinnor.

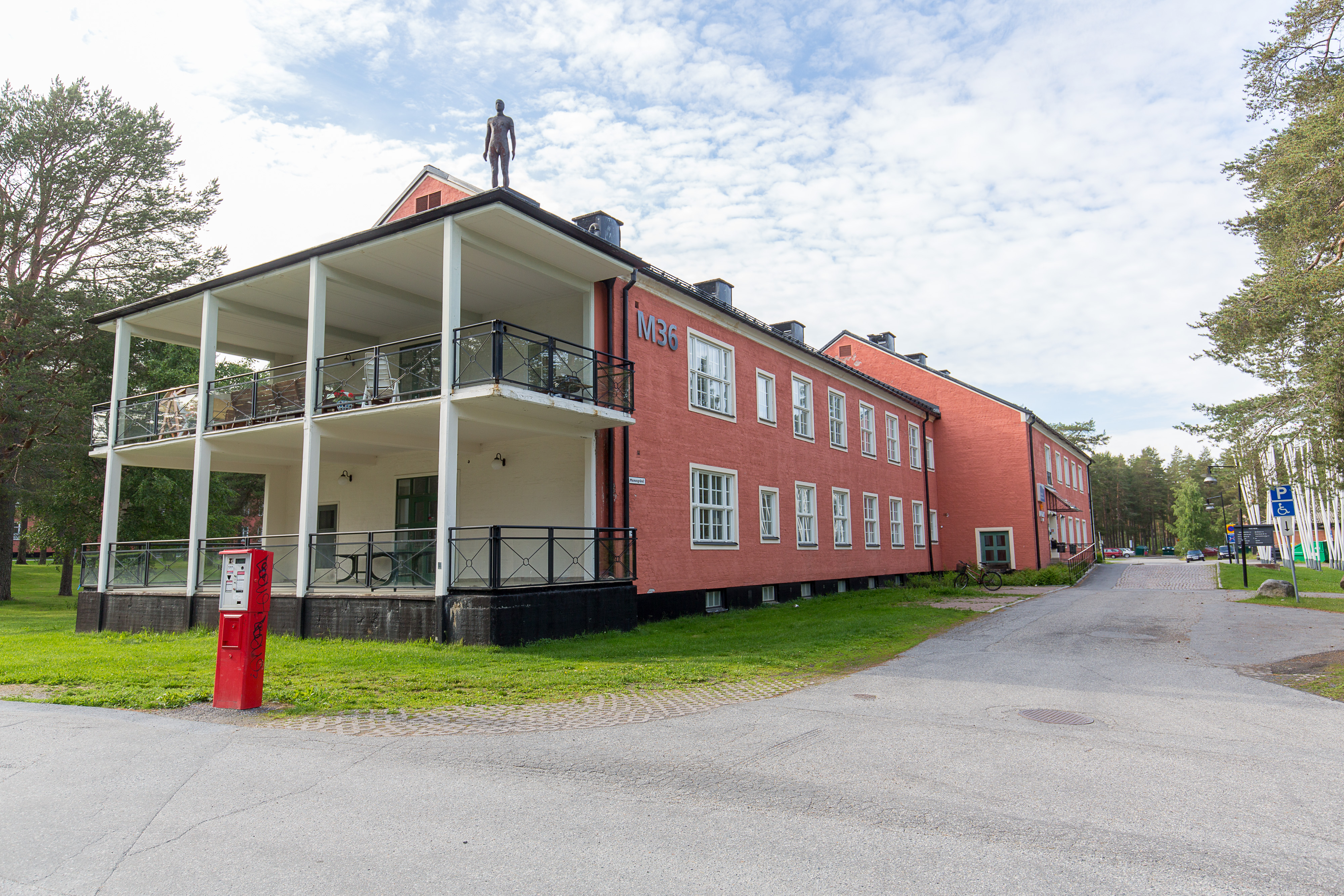
Umedalens sjukhus.

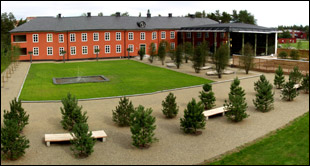
Iksu spa, trädgården.

Umedalens sjukhus, beläget cirka 5 km väster om Umeå centrum i Västerbotten, var ett av Sveriges största mentalsjukhus. 

## Historia

### 1934–1997
Umedalen uppfördes 1934 efter ritningar av Carl Westman och stängdes 1997. Som mest hyste sjukhuset cirka 1 000 patienter.
Sjukhusområdets byggnader var ordnade efter bokstav med siffra. Byggnader med ett M var manliga avdelningar, och byggnader med ett K var kvinnliga avdelningar. Utöver dessa fanns blandavdelningar och läkarhus, dessa hade andra bokstavsbeteckningar. I historiskt syfte har man låtit byggnadernas numreringar sitta kvar än idag.
Innan neuroleptikan fanns tillgänglig var vården mest inriktad på passivisering: innan klorpromazinet kom hade man ingen egentligt fungerande behandlingsmetod, varför man såg till att patienterna hamnade i insulinkoma avsiktligt, fick varma  så kallade "långbad"  , fick elchocker samt fick pyrifer (bakterier) som resulterade i feber. Allt detta för att hålla dem tysta och lugna. Många patienter fick även "sömnkurer" då de sövdes ner större delen av dygnen med sömnmedel. 
Även psykokirurgi förekom, inledningsvis nästan enbart på patienter med diagnosen schizofreni, men senare förekom andra diagnoser. Inget annat mentalsjukhus har remitterat så många till lobotomi. Mellan åren 1947 och 1958 opererades minst 771 patienter vid Umeå lasarett. De första åren var dödligheten efter ingreppen hela 17 procent, men tekniken förbättrades efterhand och snittet för hela perioden var 7,4 procent – alltså närmare 60 personer.
Umeåfödda Astrid Värings roman I som här inträden (1944) – om en man som blir intagen på ett mentalsjukhus; ett lätt förklätt Umedalen – väckte en storm mot den tidens psykvård. Året därpå gjorde Arne Mattsson en filmatisering av romanen med samma titel I som här inträden (1945).

### 1986 och framåt
Själva Umedalens sjukhus lades ner 1986 och den psykiatriska enheten förflyttades till NUS. 1987 köpte Balticgruppen hela sjukhusområdet, med ett tjugotal byggnader. Idag nyttjas delar av anläggningen bland annat för vårdcentral, förskola, flertalet grundskolor, rep- och föreningslokaler och galleri. På området finns också Umedalens skulpturpark och rekreationsanläggningen Iksu spa.
Den psykiatriska verksamheten återupptogs 2008 då länets enheter för barn- och ungdomspsykiatri placerades i delar av anläggningen, dock pågår i nuläget ingen vuxenpsykiatrisk verksamhet. Enheterna är nära anslutna med bostadsområdets apotek.
Runt sjukhusområdet har bostadsområdet Umedalen uppförts.